# Parco nazionale André-Félix
Il parco nazionale André-Félix (in francese: Parc national André-Félix) si trova nel nord-est della Repubblica Centrafricana, nella prefettura di Vakaga, circa 80 km a sud della città di Birao. È stato il primo parco nazionale ad essere istituito dopo l'indipendenza del paese nel 1960. Copre una superficie di 1700 km² ed è circondato da una zona cuscinetto di 4200 km², la riserva naturale di Yata-Ngaya. A nord-est confina con il parco nazionale di Radom in Sudan.
Il parco nazionale si trova a 420-1130 metri sul livello del mare, nella zona centro-settentrionale del massiccio dei Bongo all'estremità sud-orientale del bacino del Ciad. La sua superficie è coperta per il 51% da foresta e per il 49% da savana arbustiva del tipo noto come «savana sudanese orientale». Le specie arboree dominanti appartengono ai generi Isoberlinia e Terminalia.
L'accesso e la sicurezza dell'area sono resi difficili dal bracconaggio intenso. Anche le informazioni riguardanti il parco stesso sono scarse. Nella regione di Birao sono state censite 228 specie di uccelli, 180 delle quali nidificanti.
Tra le specie di grandi dimensioni ancora presenti nella regione ci sono elefanti, leoni, leopardi, bufali, giraffe, coccodrilli, struzzi, ippopotami e facoceri. Appena fuori dal parco vive l'unica popolazione di kudù maggiore (Tragelaphus strepsiceros) dell'Africa centrale. L'avifauna comprende il gheppio volpino (Falco alopex), il gruccione golarossa (Merops bullocki), il barbuto pettonero (Lybius rolleti), l'averla codalunga (Corvinella corvina), il piapiac (Ptilostomus afer), l'eremomela piccola (Eremomela pusilla), lo storno splendente purpureo (Lamprotornis purpureus), il passero tessitore corona castana (Plocepasser superciliosus), l'astro aurora (Pytilia phoenicoptera), l'astrilde becco di corallo (Estrilda troglodytes) e lo zigolo groppone bruno (Emberiza affinis).